# Леаль, Хулиан
Омар Хулиан Леаль Ковелли (исп. Ómar Julián Leal Covelli; родился 11 мая 1990 года в Букараманге, Колумбия) — колумбийский автогонщик.

## Спортивная карьера
Хулиан начал свою автогоночную карьеру в начале 2000-х годов: колумбиец сначала проводит несколько лет в национальных картинговых турнирах, а в 2006 году перебирается в формульный автоспорт: подписав контракт с одной из команд панамской двухлитровой Формулы-Рено. Сезон в подобных гонках приносит несколько подиумов и желание гонятся в более конкурентоспособных сериях: уже сезон следующего года Леаль начинает в итальянских сериях, а на домашние трассы возвращается лишь на редкие гонки.
В 2007 году колумбиец совмещает старты в итальянской Формуле-Рено 2.0 с гонками в укороченном зачёте евросерии 3000, а через год полностью переключается на гонки в старшей серии. Изученные за это время трассы и дополнительно набранный опыт работы с инженерами позволяют Хулиану бороться в группе сильнейших Евросерии, регулярно попадать на подиум и выиграть титул в младшем классе (из-за особенностей выборки гонок для зачёта второго дивизиона позади колумбийца оказался даже чемпион абсолютного зачёта того Николя Прост).
Не желая слишком долго выступать в одной серии, менеджмент переводит Леаля в 2009 году в более статусный чемпионат Формулы-Рено 3.5. Здесь колумбиец также проводит два сезона, но больших успехов не добивается: лишь раз финишировав на подиумной позиции в гонке и ещё несколько раз добравшись до очковой зоны. Пытаясь что-то изменить Хулиан в 2010 году проводит ряд стартов в чемпионате Auto GP, где демонстрирует неплохую скорость и даже выигрывает одну гонку.
В 2011 году менеджмент придаёт карьере своего клиента новое направление: Леаль переходит в чемпионат GP2, но за три сезона на подобной технике лишь изредка показывает скорость на уровне середины пелотона и за полсотни стартов набирает лишь 19 очков, ни разу не финишировав выше пятого места. Постепенно, впрочем, опыт даёт о себе знать и колумбиец осенью 2013 года наконец зарабатывает свой первый подиумный финиш, а на старте 2014 года выдаёт серию из четырёх подряд финишей в Top5. На волне роста результатов спонсоры гонщика договорились с командой Caterham F1 о серии тестов для своего протеже.

## Статистика результатов в моторных видах спорта

### Сводная таблица
| 2006 | Формула-Рено 2.0 Panam GP | Penix Unico               | 7  | 0 | 0 | 0 | 72 | 9-й  |
| 2007 | Формула-Рено 2.0 Panam GP | н/д                       | 2  | 0 | 0 | 0 | 16 | 17-й |
| 2007 | Евросерия 3000            | Durango                   | 16 | 0 | 0 | 0 | 13 | 9-й  |
| 2008 | Евросерия 3000            | Durango                   | 15 | 1 | 0 | 0 | 38 | 6-й  |
| 2009 | Формула-Рено 3.5          | Prema Powerteam           | 17 | 0 | 0 | 0 | 11 | 20-й |
| 2009 | 6 часов Боготы            | н/д                       | 1  | 0 | 0 | 0 |    | 3-й  |
| 2010 | Auto GP                   | Trident Racing            | 12 | 1 | 1 | 1 | 21 | 9-й  |
| 2010 | Формула-Рено 3.5          | International DracoRacing | 17 | 0 | 0 | 0 | 11 | 20-й |
| 2011 | GP2 Asia                  | Rapax Team                | 4  | 0 | 0 | 0 | 0  | НК   |
| 2011 | GP2                       | Rapax Team                | 18 | 0 | 0 | 0 | 0  | НК   |
| 2011 | GP2 Final                 | Trident Racing            | 2  | 0 | 0 | 0 | 0  | НК   |
| 2012 | GP2                       | Trident Racing            | 24 | 0 | 0 | 0 | 9  | 21-й |
| 2012 | 6 часов Боготы            | н/д                       | 1  | 0 | 0 | 0 |    | 38-й |
| 2013 | GP2                       | Racing Engineering        | 22 | 0 | 2 | 0 | 62 | 12-й |
| 2014 | GP2                       | Carlin                    | 22 | 0 | 1 | 0 | 68 | 10-й |
| 2015 | GP2                       | Carlin                    | 16 | 0 | 0 | 0 | 38 | 14-й |